# Marion Rolland
Marion Rolland nació el 17 de octubre de 1982 en Saint-Martin-d'Hères (Francia), es una esquiadora que ha ganado 1 Campeonato del Mundo (1 Medalla en total) y tiene 2 podiums en la Copa del Mundo de Esquí Alpino.

## Resultados

### Campeonatos Mundiales
- 2009 en Val d'Isère, Francia
  - Descenso: 5.ª
  - Super Gigante: 16.ª
  - Combinada: 18.ª
- 2011 en Garmisch-Partenkirchen, Alemania
  - Descenso: 20.ª
  - Super Gigante: 21.ª
- 2013 en Schladming, Austria
  - Descenso: 1.ª
  - Super Gigante: 22.ª

### Copa del Mundo

#### Clasificación general Copa del Mundo
- 2004-2005: 85.ª
- 2006-2007: 125.ª
- 2007-2008: 84.ª
- 2008-2009: 49.ª
- 2009-2010: 30.ª
- 2010-2011: 32.ª
- 2011-2012: 23.ª
- 2012-2013: 27.ª
- 2014-2015: 87.ª

#### Clasificación por disciplinas (Top-10)
- 2009-2010:
  - Descenso: 9.ª
- 2011-2012:
  - Descenso: 6.ª